# Unterseeboot 261
Le Unterseeboot 261 (ou U-261) est un sous-marin allemand (U-Boot) de type VII.C utilisé par la Kriegsmarine (marine de guerre allemande) pendant la Seconde Guerre mondiale.

## Historique
Mis en service le 28 mars 1942, l'Unterseeboot 261 reçoit sa formation de base à Danzig au sein de la 8. Unterseebootsflottille jusqu'au 1er septembre 1942, puis l'U-261 intègre sa formation de combat à la base sous-marine de Saint-Nazaire avec la 6. Unterseebootsflottille, base qu'il n'atteindra jamais.
Il réalise sa première et unique patrouille, quittant le port de Kiel 8 septembre 1942 sous les ordres de l'Oberleutnant zur See Hans Lange. Après huit jours en mer, l'U-261 est coulé le 15 septembre 1942 à l'ouest des Îles Shetland à la position géographique de 59° 50′ N, 9° 28′ O par des charges de profondeur lancées par un avion bombardier Armstrong Whitworth Whitley britannique (Squadron 58/Q). Les 43 membres d'équipage décèdent dans cette attaque.

## Affectations successives
- 8. Unterseebootsflottille à Danzig du 28 mars au 1er septembre 1942 (entrainement)
- 6. Unterseebootsflottille à Saint-Nazaire du 1er au 15 septembre 1942 (service actif)

## Commandement
- Kapitänleutnant Hans Lange du 28 mars au 15 septembre 1942

## Patrouilles
|       | Commandant        | Départ           | Départ | Arrivée           | Arrivée | Jours   | Succès |
| ----- | ----------------- | ---------------- | ------ | ----------------- | ------- | ------- | ------ |
| 1     | Kptlt. Hans Lange | 8 septembre 1942 | Kiel   | 15 septembre 1942 | Coulé   | 8 jours |        |
| Total | Total             | Total            | Total  | Total             | Total   | 8 jours | 0 t    |

Note : Kptlt. = Kapitänleutnant 

## Navires coulés
L'Unterseeboot 261 n'a ni coulé, ni endommagé de navire ennemi au cours de l'unique patrouille (huit jours en mer) qu'il effectua.

### Source et bibliographie
- (en) Cet article est partiellement ou en totalité issu de l’article de Wikipédia en anglais intitulé « German submarine U-261 » (voir la liste des auteurs).
- Chris Bishop, historien militaire (trad. de l'anglais par Christian Muguet), Les sous-marins de la Kriegsmarine : 1939-1945 : le guide d'identification des sous-marins [« The spellmount submarine identification guide : Kriegsmarine U-boats 1939-1945 »], Paris, Éd. de Lodi, 2008, 192 p. (ISBN 978-2-84690-327-1, OCLC 470721805, BNF 41298980)